# Willi Stoph
Willi Stoph (ur. 9 lipca 1914 w Berlinie, zm. 13 kwietnia 1999 tamże) – polityk NRD, jeden z najdłużej urzędujących premierów państwa europejskiego (łącznie 22 lata).

## Życiorys
Przyszedł na świat w berlińskiej rodzinie robotniczej. Po ukończeniu szkoły podstawowej odbył szkolenie murarskie. Pracując jako murarz działał jednocześnie w Komunistycznym Związku Młodzieży Niemieckiej (KJVD), a od 1931 w Komunistycznej Partii Niemiec (KPD). W latach 1935–1937 odbył zasadniczą służbę wojskową w jednostce artyleryjskiej w Brandenburgu. W latach 1939–1940 pracował jako technik budowlany w jednym z biur architektonicznych w Berlinie. Od 1940 ponownie służył w Wehrmachcie. W 1942 został ranny. W kwietniu 1945 został wzięty do niewoli radzieckiej.
Już w lipcu 1945 – po ucieczce z obozu jenieckiego w Deutsch Eylau (dziś Iława w Polsce), którą podjął wraz z Georgiem Mrohsem, Ślązakiem pochodzącym z Rozmierzy koło Strzelec Opolskich – został skierowany do pracy w aparacie Komunistycznej Partii Niemiec w radzieckiej strefie okupacyjnej. W tym okresie rozpoczęła się jego szybka kariera w nowej, komunistycznej rzeczywistości. W 1945 został kierownikiem Wydziału Przemysłu Materiałów Budowlanych i Gospodarki Przestrzennej przy KC KPD, a w 1948 kierownikiem Wydziału Gospodarki Komitetu Centralnego Niemieckiej Socjalistycznej Partii Jedności (SED). Po utworzeniu na terytorium radzieckiej strefy okupacyjnej 7 października 1949 Niemieckiej Republiki Demokratycznej Stoph stał się jednym z jej najaktywniejszych funkcjonariuszy.
W 1950 został deputowanym do Izby Ludowej (parlamentu NRD) oraz członkiem KC SED (partii, która w systemie politycznym NRD sprawowała funkcję nadrzędną w stosunku do władz państwowych). Od 1950 do 1952 był przewodniczącym Komisji Izby Ludowej ds. gospodarki oraz kierownikiem Biura ds. gospodarczych przy Radzie Ministrów. Od 1950 do 1953 był równocześnie sekretarzem KC SED. W latach 1952–1955 sprawował urząd pierwszego ministra spraw wewnętrznych. Na tym stanowisku podlegały mu wszystkie zbrojne organy państwa; współorganizował Skoszarowaną Policję Ludową (Kasernierte Volkspolizei – KVP), której szefem był w latach 1955–1956, oraz ministerstwo bezpieczeństwa (MfS, tzw. Stasi).
Po krwawym stłumieniu powstania robotniczego z 17 czerwca 1953 Stoph awansował na członka Biura Politycznego KC SED. Od tej chwili nieprzerwanie przez 36 lat wchodził w skład najwyższego gremium partyjnego, które sprawowało w NRD władzę absolutną. Od 1954 był wiceprzewodniczącym Rady Ministrów NRD (wicepremierem). W ramach sprawowanej funkcji podlegały mu: Skoszarowana Policja Ludowa, Stasi, Urząd ds. Techniki, Urząd ds. Techniki Jądrowej oraz badań nad techniką jądrową oraz Rada Naukowa ds. pokojowego zastosowania energii atomowej.
W latach 1956–1960 sprawował urząd ministra obrony NRD. Był jednym ze współtwórców armii NRD – Narodowej Armii Ludowej (NVA). W tym okresie był także jednym z zastępców Naczelnego Dowódcy Zjednoczonych Sił Zbrojnych Państw – Uczestników Układu Warszawskiego. W 1956 otrzymał, nie będąc oficerem, awans na generała-pułkownika, a w 1959 roku na generała armii. W 1960 został upoważniony z ramienia Biura Politycznego do kontrolowania realizacji uchwał KC partii i Rady Ministrów przez aparat państwowy. Ponadto również w 1960 wszedł w skład Narodowej Rady Obrony NRD, w której zasiadał przez następne 29 lat. W latach 1962–1964 jest pierwszym wiceprzewodniczącym Rady Ministrów NRD. Po śmierci Ottona Grotewohla w 1964 został powołany na stanowisko przewodniczącego Rady Ministrów NRD (premiera).
W 1967 wystosował list do kanclerza RFN Kurta Georga Kiesingera, w którym sugerował nawiązanie kontaktów pomiędzy oboma państwami niemieckimi. Na czołówki światowych gazet Stoph trafił w 1970, gdy dwukrotnie spotkał się z kanclerzem RFN Willy Brandtem (najpierw w Erfurcie, a następnie w Kassel).
Po śmierci Waltera Ulbrichta 1 sierpnia 1973 Stoph został odwołany z funkcji premiera i wyznaczony na stanowisko przewodniczącego Rady Państwa NRD. Przez trzy lata był formalną głową państwa.
W 1976 funkcję przewodniczącego Rady Państwa objął przywódca NRD, sekretarz generalny KC SED Erich Honecker. Stoph powrócił na stanowisko premiera. W latach 1964–1973 i 1976–1989 był jednym z ośmiu wiceprzewodniczących Rady Państwa.
Jesienią 1989 w NRD miały miejsce wydarzenia, które doprowadziły do upadku komunizmu w tym kraju: masowe demonstracje i ucieczki obywateli. 18 października 1989 na posiedzeniu Biura Politycznego Stoph zażądał ustąpienia Honeckera mówiąc: „Erich, dalej się nie da, musisz odejść”. W wyniku wydarzeń politycznych w NRD 7 listopada 1989 Stoph podał do dymisji swój rząd. Na posiedzeniu Izby Ludowej przyznał, że rząd NRD nie wypełniał swoich zadań zgodnie z konstytucją i był jedynie wykonawcą postanowień Biura Politycznego. Za fiasko dotychczasowej polityki winił Ericha Honeckera i Güntera Mittaga. 8 listopada 1989 do dymisji podało się całe Biuro Polityczne KC SED, a wraz z nim także Stoph.
17 listopada 1989 Stoph został odwołany ze składu Rady Państwa NRD i na wniosek KC SED oddał mandat deputowanego do Izby Ludowej. 3 grudnia 1989 uchwałą KC SED został wydalony z partii. 8 grudnia 1989 prokurator generalny NRD wszczął postępowanie wyjaśniające wobec Stopha w związku z podejrzeniem wykorzystania urzędu celem wzbogacenia się oraz korupcji na szkodę gospodarki. W listopadzie 1989 został odkryty luksusowy dom myśliwski Stopha na terenie później utworzonego Parku Narodowego Müritz. W wyniku tego został aresztowany. W lutym 1990 Stoph został zwolniony z aresztu ze względu na zły stan zdrowia. Ponownie aresztowano go w maju 1991 w związku ze śledztwem w sprawie ofiar śmiertelnych na Murze Berlińskim. Ze względu na zły stan zdrowia został zwolniony 14 sierpnia 1992.
W listopadzie 1992 przed berlińskim sądem krajowym rozpoczął się proces przeciwko Honeckerowi, Stophowi i czterem innym politykom NRD w związku ze strzałami na granicy NRD – RFN. W czerwcu 1993 postępowanie przeciwko Stophowi zostało zawieszone ze względu na zły stan jego zdrowia.
10 października 1994 berliński sąd administracyjny orzekł, że Stoph nie odzyska skonfiskowanego mu w 1990 majątku w wysokości 200 000 marek. Sąd stwierdził, że zdobył on przedmiotowy majątek w wyniku wykorzystywania swojej pozycji w państwie. Stoph wystąpił bowiem do sądu o zwrot majątku, po przeliczeniu jego wartości na marki niemieckie.
Przez ostatnie lata życia, po likwidacji zamkniętego osiedla dla członków Biura Politycznego w Wandlitz, mieszkał w trzypokojowym mieszkaniu przy Spandauer Straße 2 w Berlinie.
Willi Stoph zmarł w zapomnieniu 13 kwietnia 1999 w Berlinie.
Stoph wchodził w skład najwyższych władz NRD nieprzerwanie przez 40 lat. Nigdy jednak nie sprawował władzy faktycznej, która zawsze pozostawała w rękach sekretarzy generalnych KC SED (najpierw Ulbrichta, a następnie Honeckera) wspieranych przez szefa wszechwładnej Stasi Ericha Mielkego.

## Odznaczenia
- Złota Gwiazda Bohatera NRD (1984)
- Złota Gwiazda Bohatera Pracy Niemieckiej Republiki Demokratycznej (dwukrotnie – 1964, 1979)
- Order Karla Marksa (czterokrotnie – 1969, 1974, 1984, 1989)
- Order Sztandaru Pracy (NRD) (1964)
- Order Scharnhorsta
- Złoty Order Zasługi dla Ojczyzny (1965)
- Medal dla Uczestników Walki z Faszyzmem (1958)
- Order Georgi Dymitrowa (Bułgaria) – dwukrotnie
- Czechosłowacki Wojskowy Order Lwa Białego „Za zwycięstwo” (1984, Czechosłowacja)
- Order Białej Róży (Finlandia, 1974)[1]
- Order José Martí (1984, Kuba)
- Order Suche Batora (1969, Mongolia)
- Wielka Wstęga Orderu Zasługi Polskiej Rzeczypospolitej Ludowej (1984, Polska)
- Wielka Wstęga Orderu Zasługi Polskiej Rzeczypospolitej Ludowej (po raz drugi, odznaczony przez premiera Zbigniewa Messnera 9 października 1986[2])
- Order Lenina (dwukrotnie: 1974[3] i 1984, ZSRR)
- Order Rewolucji Październikowej (dwukrotnie – 1979[4], 1989, ZSRR)
- Medal jubileuszowy „Dwudziestolecia zwycięstwa w Wielkiej Wojnie Ojczyźnianej 1941–1945” (1965, ZSRR)
- Odznaka 25 lat Zwycięstwa w Wielkiej Wojnie Ojczyźnianej 1941–1945 (1970, ZSRR)
- Medal jubileuszowy „Trzydziestolecia zwycięstwa w Wielkiej Wojnie Ojczyźnianej 1941–1945” (1975, ZSRR)
- Medal jubileuszowy „Czterdziestolecia zwycięstwa w Wielkiej Wojnie Ojczyźnianej 1941–1945” (1985, ZSRR)

W 2003 jeden z hamburskich domów aukcyjnych przeprowadził licytację 250 przedmiotów ze spuścizny Willi Stopha. Odznaka do tytułu „Bohatera NRD” została sprzedana za 18 000 €, a mundur generalski Stopha za 3600 €. Dalsze odznaczenia Williego Stopha i Ericha Mielkego poszły pod młotek aukcjonatora w listopadzie 2008.